# رود آرکه

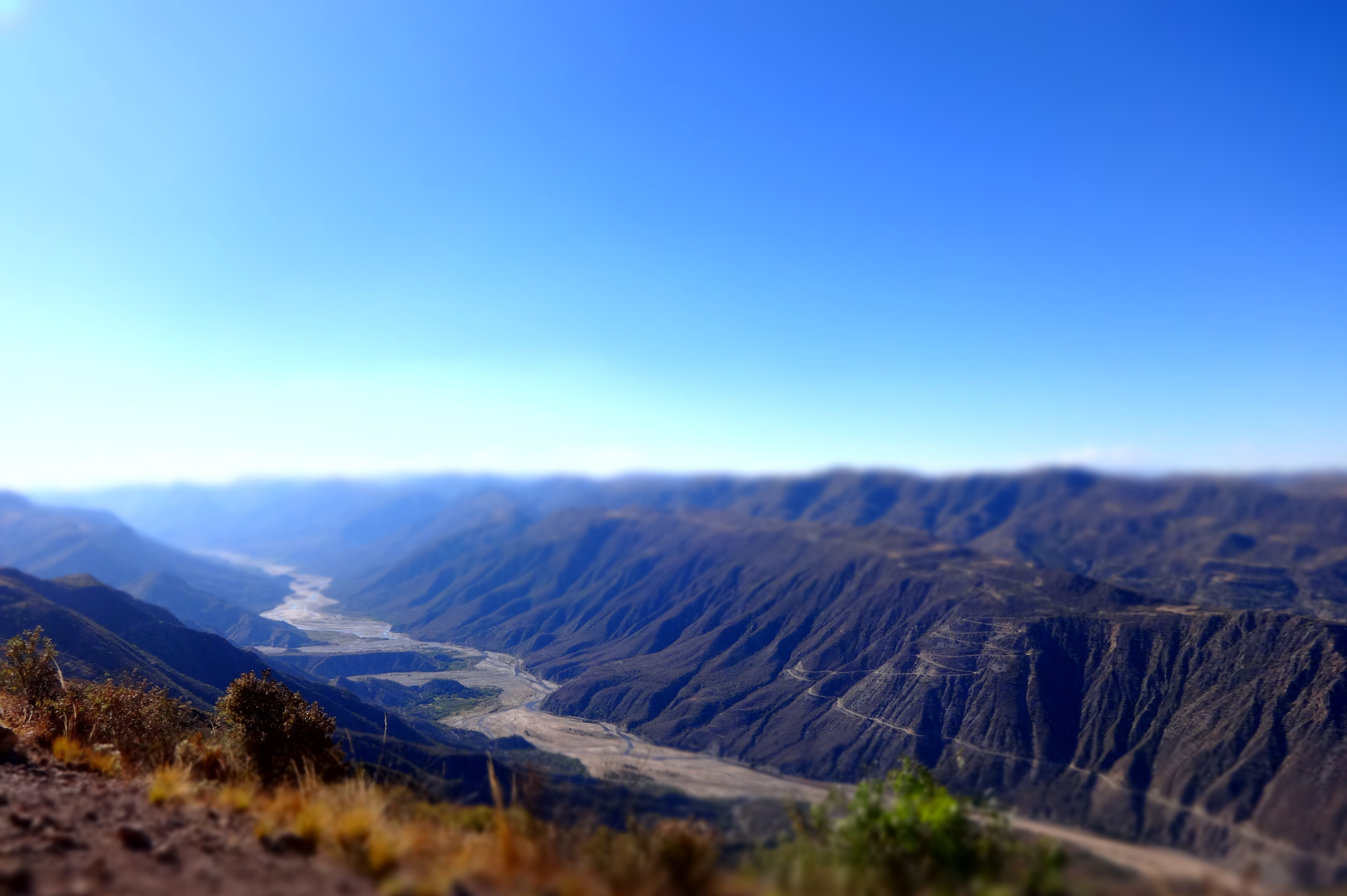
تلاقی رودخانه ارکه و روخا

رود آرکه (انگلیسی: Arque River) یک رود در بولیوی است که از شهرستان کوچوبامبا می‌گذرد. این رود پس از پیتوستن به رود روچا به رود کین می‌ریزد.